# Koolhoven FK.46
Die Koolhoven FK.46 war ein in den 1930er Jahren entwickeltes ziviles Schulflugzeug der niederländischen Koolhoven Flugzeug AG (N.V. Koolhoven vliegtuigen).

## Entwicklung
Frits Koolhoven entwarf die FK.46 als verspannten Doppeldecker mit Tandemcockpit und starrem Heckradfahrwerk. Die beiden Kraftstoffbehälter platzierte er links und rechts vom vorderen Pilotensitz unter der oberen Tragfläche. Der mit einem Cirus-Hermes-Reihenmotor und zwei offenen Kabinen ausgerüstete erste Prototyp startete im Herbst 1933 zu seinem Erstflug. Das zweite Exemplar wurde ebenfalls von einem Cirrus-Motor angetrieben, erhielt aber eine geschlossene, dreiteilige Kabine mit separaten Schiebehauben für Vorder- und Hintersitz. Von der FK.46 wurde nur eine kleine Anzahl gebaut, die meist ein britisches Gipsy-Major-Triebwerk erhielten. Vier Stück wurden an die Nationale Luchtvaartschool (Nationale Fliegerschule, kurz NLS) verkauft. Eine fünfte FK.46 erwarben die Luftstreitkräfte der Niederlande und untersuchten sie auf eine eventuelle militärische Eignung hin; offenbar nicht erfolgreich, denn das Flugzeug wurde wieder zurückgegeben und nachfolgend zivil genutzt. Die FK.46 erwies sich als gutmütiges und einfach zu fliegendes Schulflugzeug, das sich nach einem Strömungsabriss leicht wieder in einen stabilen Flugzustand manövrieren ließ. Daraus resultierend war es möglich, die zur Erlangung der Fluglizenz benötigten Flugstunden für dieses Muster um ein Viertel zu reduzieren. Die FK.46 wurden bis zum Ende der 1930er Jahre geflogen und die meisten davon befanden sich auch noch bei Kriegsbeginn im Mai 1940 im aktiven Dienst.
Im Jahr 1935 erschien als Einzelstück die FK.46L mit verringerter Leermasse. Sie war wieder mit einer offenen Pilotenkabine ausgestattet worden und hatte als Antrieb einen tschechischen Walter Minor mit 95 PS erhalten. Als weiterer Unterschied waren die beiden Falltanks unter den Tragflächen zu einer einzelnen, zwar breiteren, aber dafür flacheren Einheit zusammengefasst worden. Da für das Flugzeug keine Interessenten gewonnen werden konnten, unterblieb ein Serienbau.

## Technische Daten

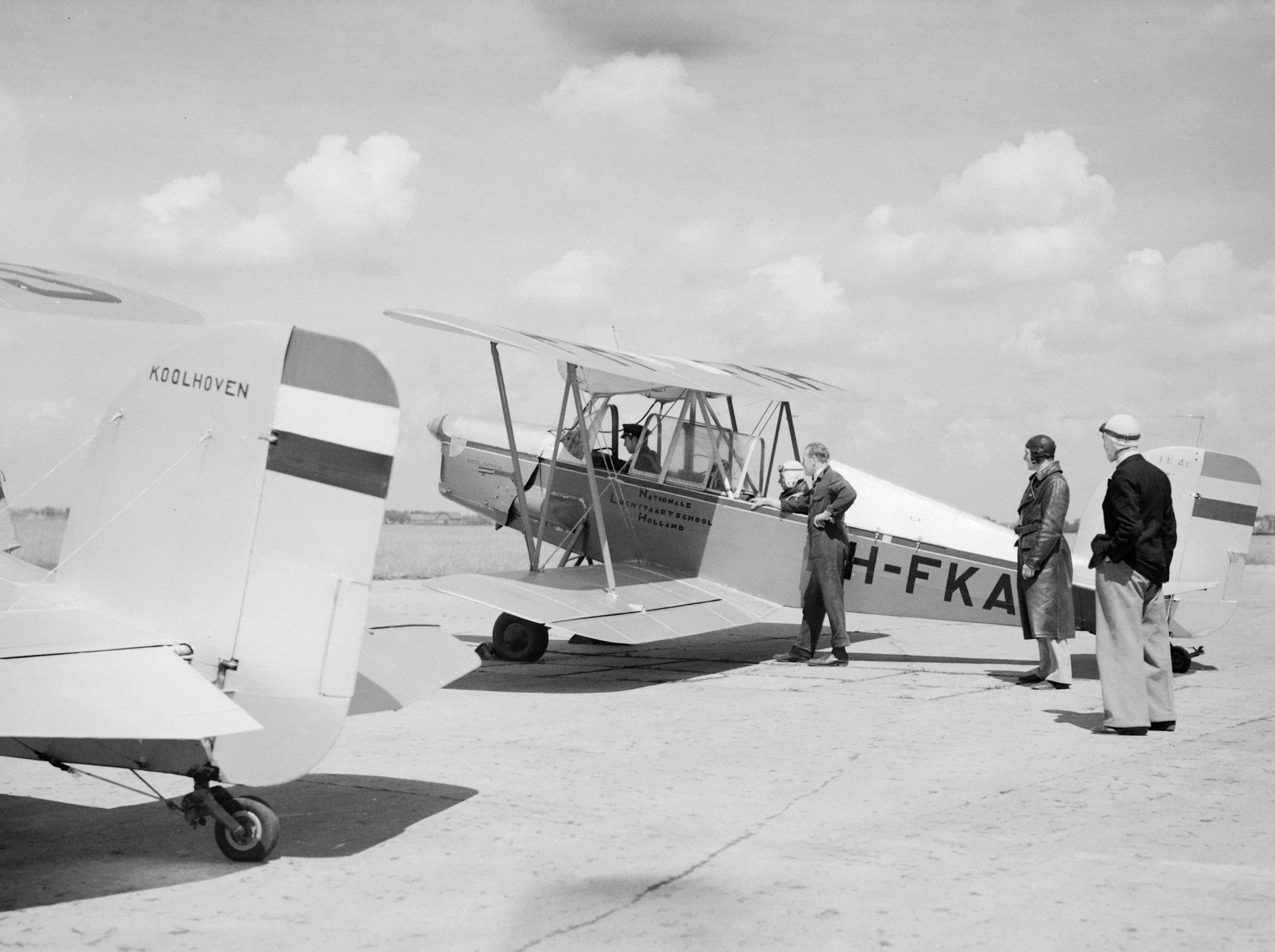
FK.46 der NLS mit geschlossener Kabine auf dem Flughafen Schiphol, 1933

| Kenngröße             | Daten                                                               |
| --------------------- | ------------------------------------------------------------------- |
| Besatzung             | 2                                                                   |
| Spannweite            | 8,00 m                                                              |
| Länge                 | 7,30 m                                                              |
| Höhe                  |                                                                     |
| Flügelfläche          | 24 m²                                                               |
| Leermasse             |                                                                     |
| Startmasse            | 870 kg                                                              |
| Antrieb               | ein luftgekühlter Vierzylinder-Reihenmotor de Havilland Gipsy Major |
| Leistung              | 130 PS (96 kW)                                                      |
| Höchstgeschwindigkeit | 175 km/h in Bodennähe                                               |
| Dienstgipfelhöhe      | 4200 m                                                              |